# Vecrīga

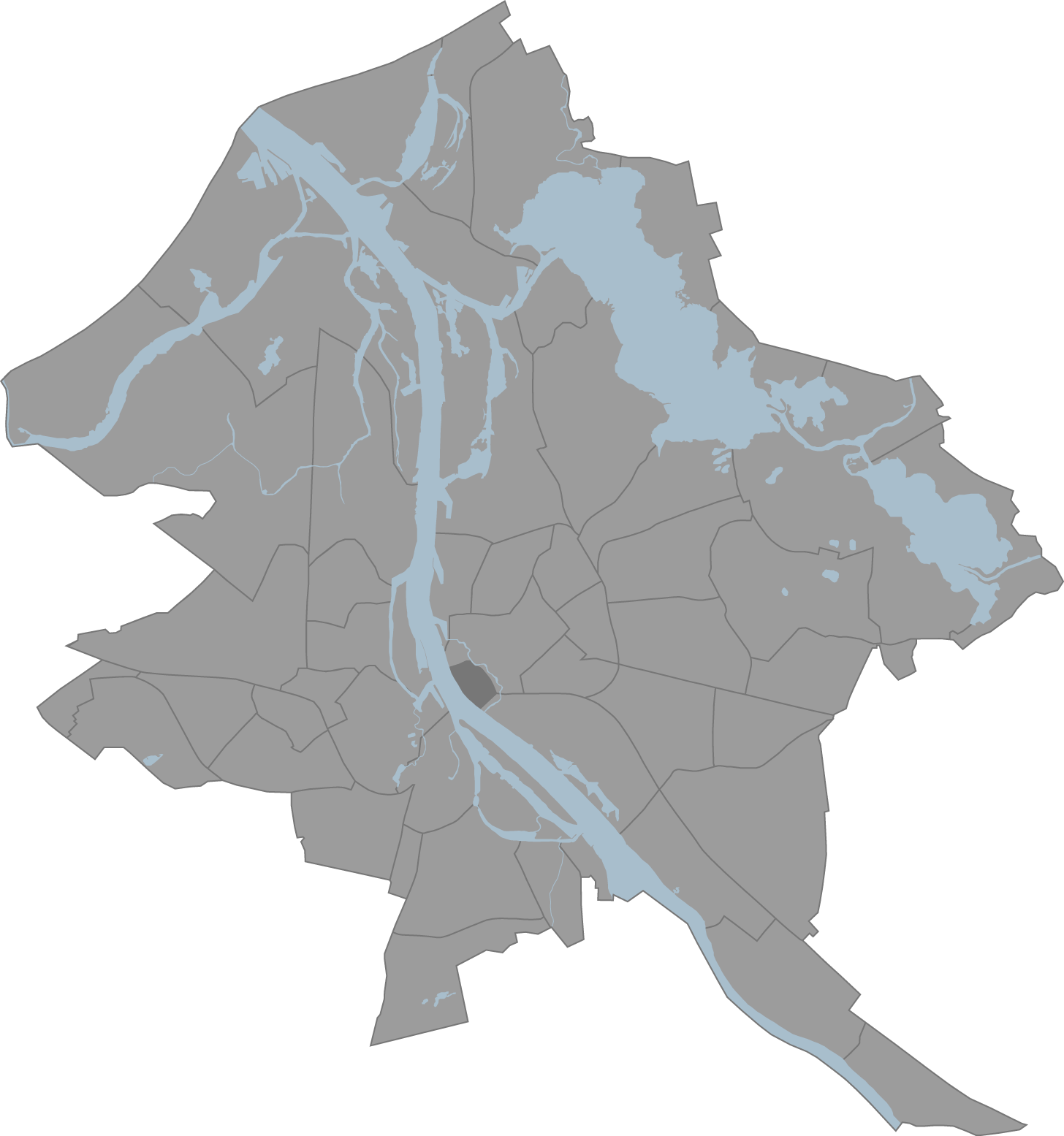
Lage des Stadtteils in Riga

Die Altstadt Rigas (lettisch: Vecrīga (Alt-Riga) oder Vecpilsēta (Alte Stadt)) ist das historische Zentrum. Das Stadtviertel bildet zusammen mit der Neustadt (Centrs (Zentrum) genannt) den Centra rajons (Zentralbezirk) der lettischen Hauptstadt, der UNESCO-Welterbe ist.
Alt-Riga liegt an der Ostseite der Düna (lettisch: Daugava) und ist bekannt für seine Kirchen und Kathedralen, wie den Dom zu Riga und die Petrikirche. Alt- und Neustadt werden durch den Freiheitsboulevard (am Freiheitsdenkmal) verbunden.

## Ursprünge
Die heutige Altstadt umfasst das ursprüngliche Areal Rigas in seinen historischen Grenzen, bevor der Umfang im späten 19. Jahrhundert stark vergrößert wurde. Die eigentliche Stadt wurde im Jahre 1201 gegründet. Sie war Sitz eines Erzbistums, wurde eine immer bedeutendere Handelsstadt der Hanse und etablierte sich als Hauptstadt Livlands (lateinisch: Livonia). In den ersten Jahrzehnten seines Bestehens wuchs Riga beachtlich an, die bebaute Fläche wuchs innerhalb von 30 Jahren um etwa das fünf- bis sechsfache.

### Festungsbau
Schon früh existierte zur Verteidigung die Rigaer Stadtbefestigung, jene gab die Ausdehnung der Stadt auf Jahrhunderte vor. Erstmals 1207 urkundlich erwähnt ist die alte Stadtmauer, welche bis in das 14. Jahrhundert mehrmals erweitert wurde. Das Rigaer Schloss wurde in der 1. Hälfte des 14. Jahrhunderts als Feste für den livländischen Orden nächst der Stadt neuerbaut. Ab 1537 wurden, bis auf den Uferbereich der Düna, im Vorfeld neue Bollwerke errichtet. Es folgte im 17. Jahrhundert der Ausbau zur Festung, u. a. mit Zitadelle nördlich des Schlosses und breitem Graben. Für die Erweiterung und Vergrößerung der Anlagen mussten Vororte im Umfeld niedergerissen werden. Auch das Schloss wurde mehrfach umgestaltet, vor allem im 18. und 19. Jahrhundert.

### Erweiterung
Nachdem Riga den Status als Festung 1857 verloren hatte, ergab sich die Möglichkeit zur anderweitigen Nutzung der Flächen. Man begann mit dem Schleifen der Wälle und füllte den Festungsgraben mit Wasser des Dünaflusses. Es entstand ein Kanal rund um den Stadtkern, die nunmehrige Altstadt. Durch Eingliederung naher Vorstädte wuchs Riga weiter an.

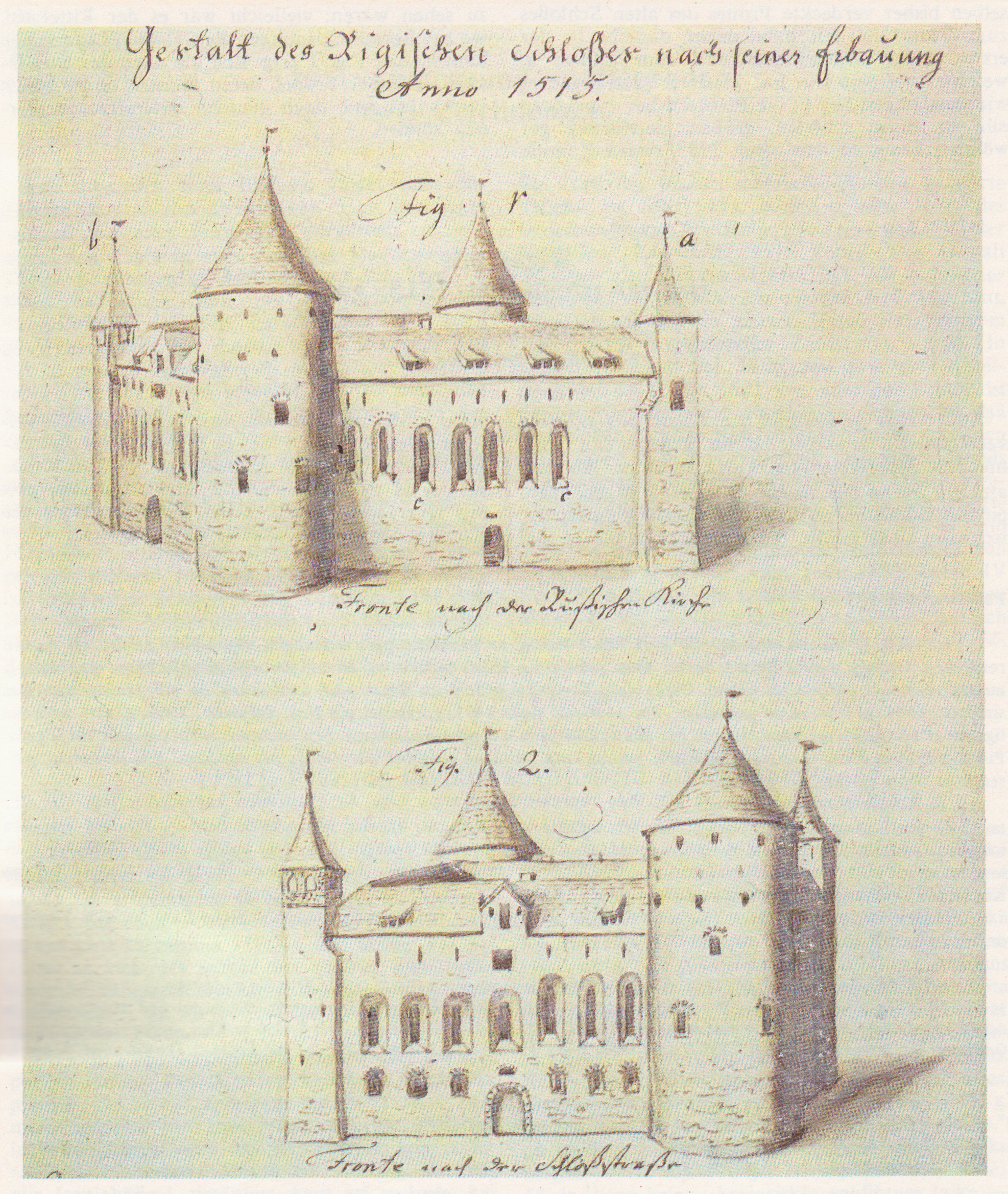
Schloss um 1515
Schloss, Stadt 1572
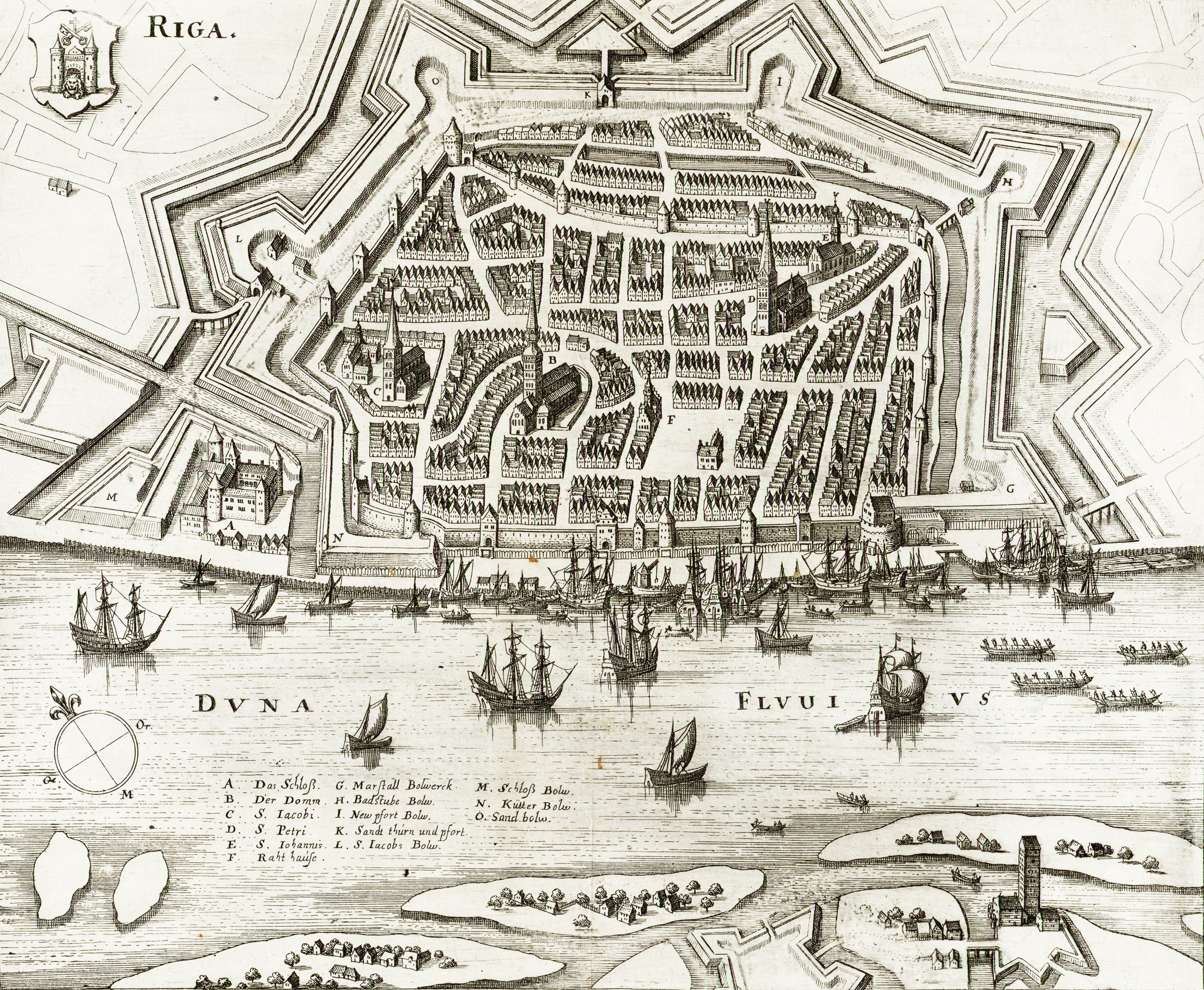
Festungswerke 1637
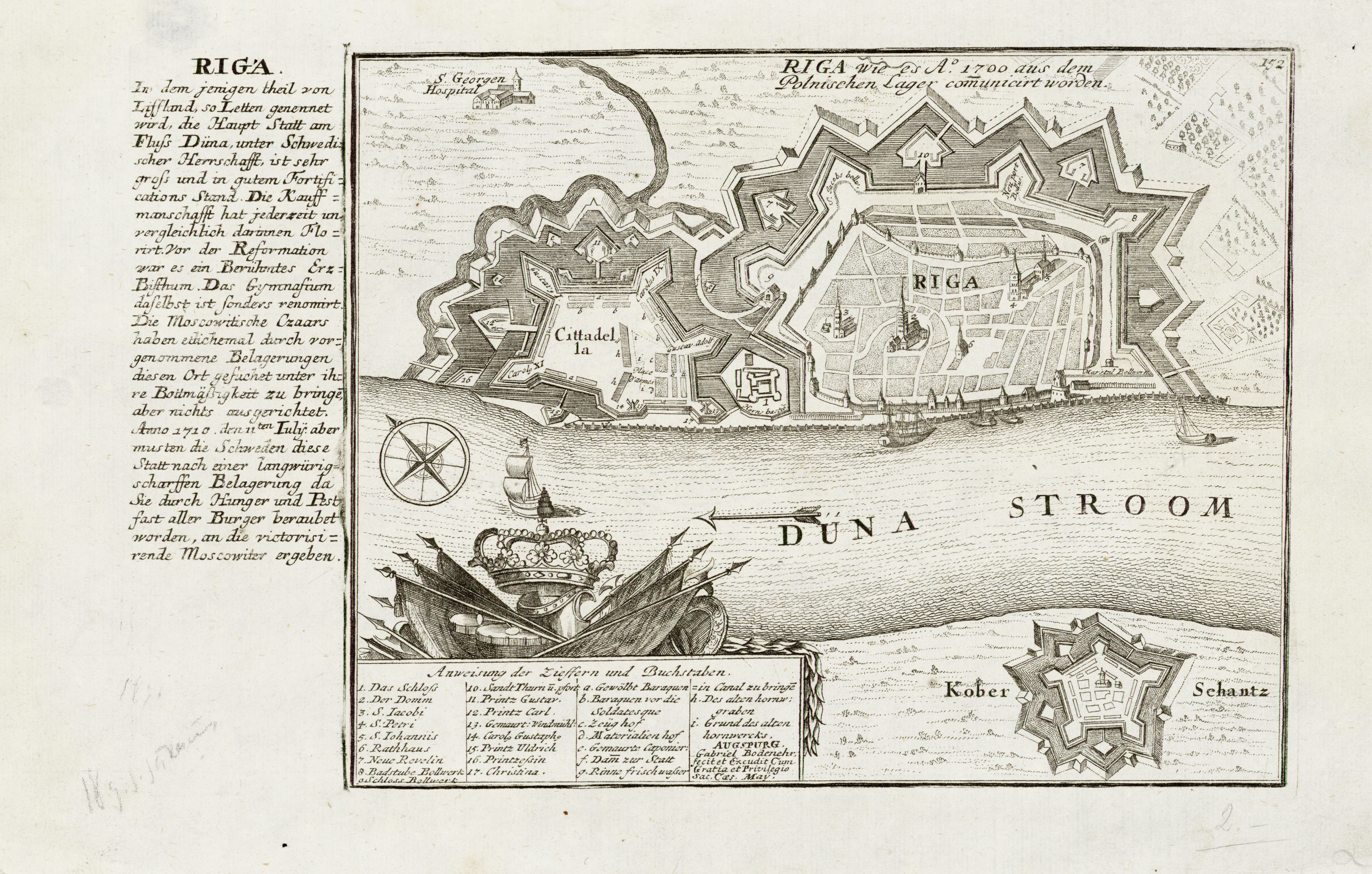
Zitadelle, Stadt 1700
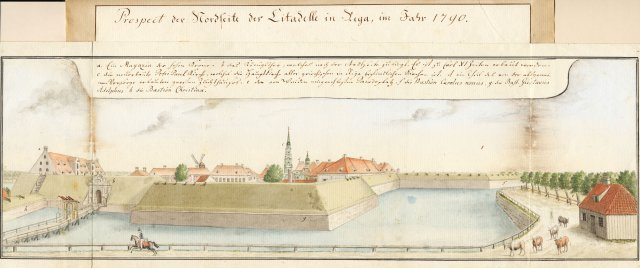
Zitadelle 1790/91
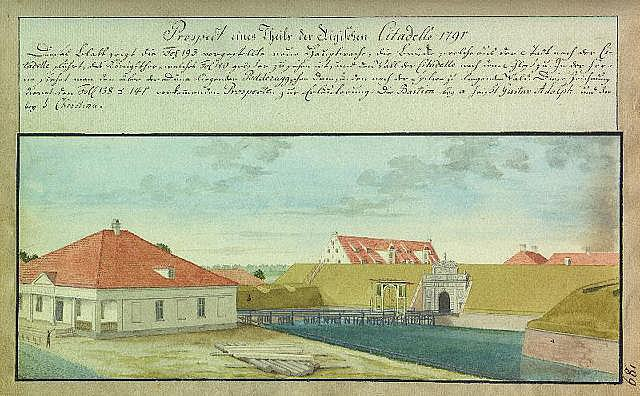
Königstor 1790/91
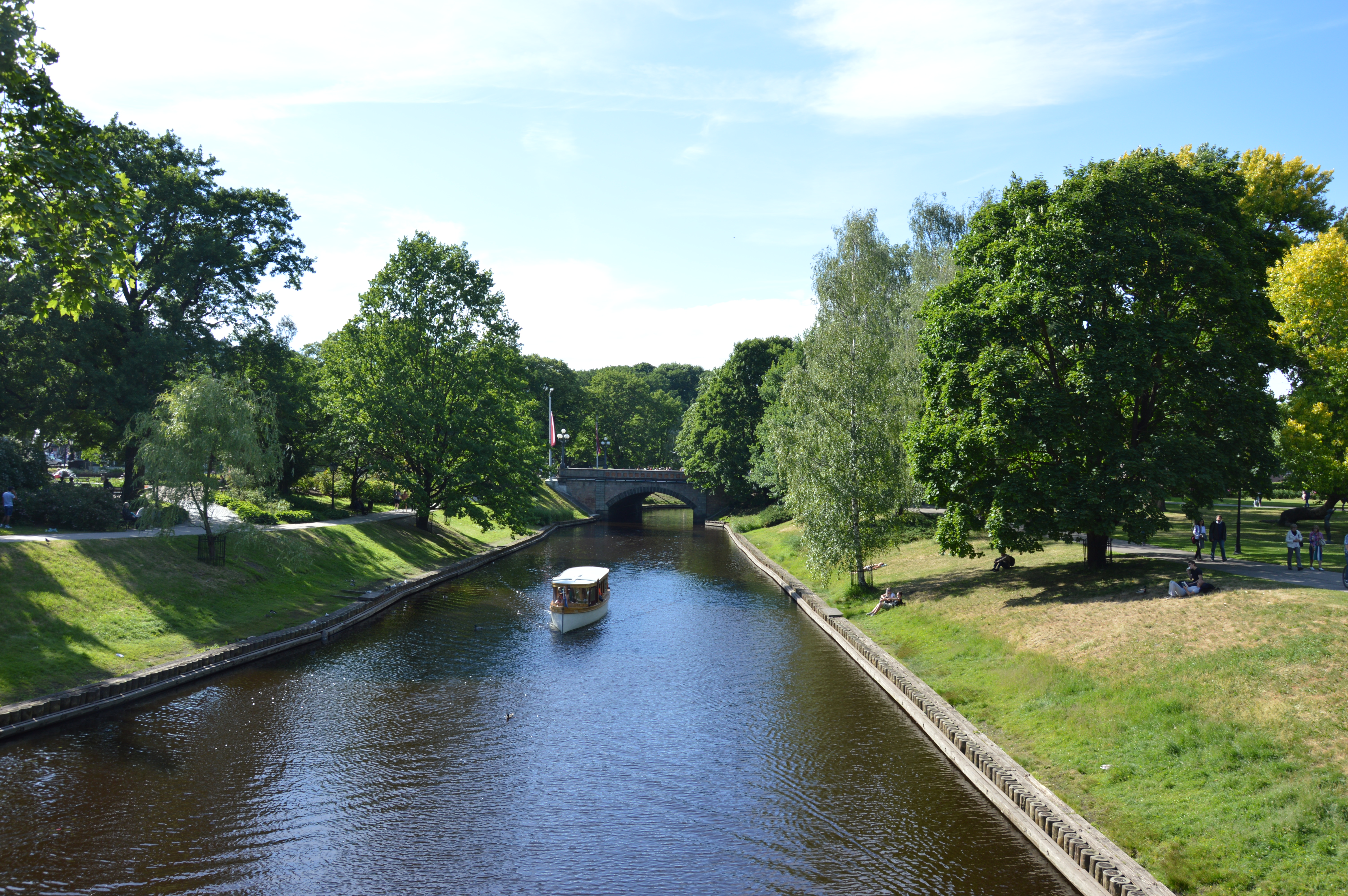
Heutiger Stadtkanal
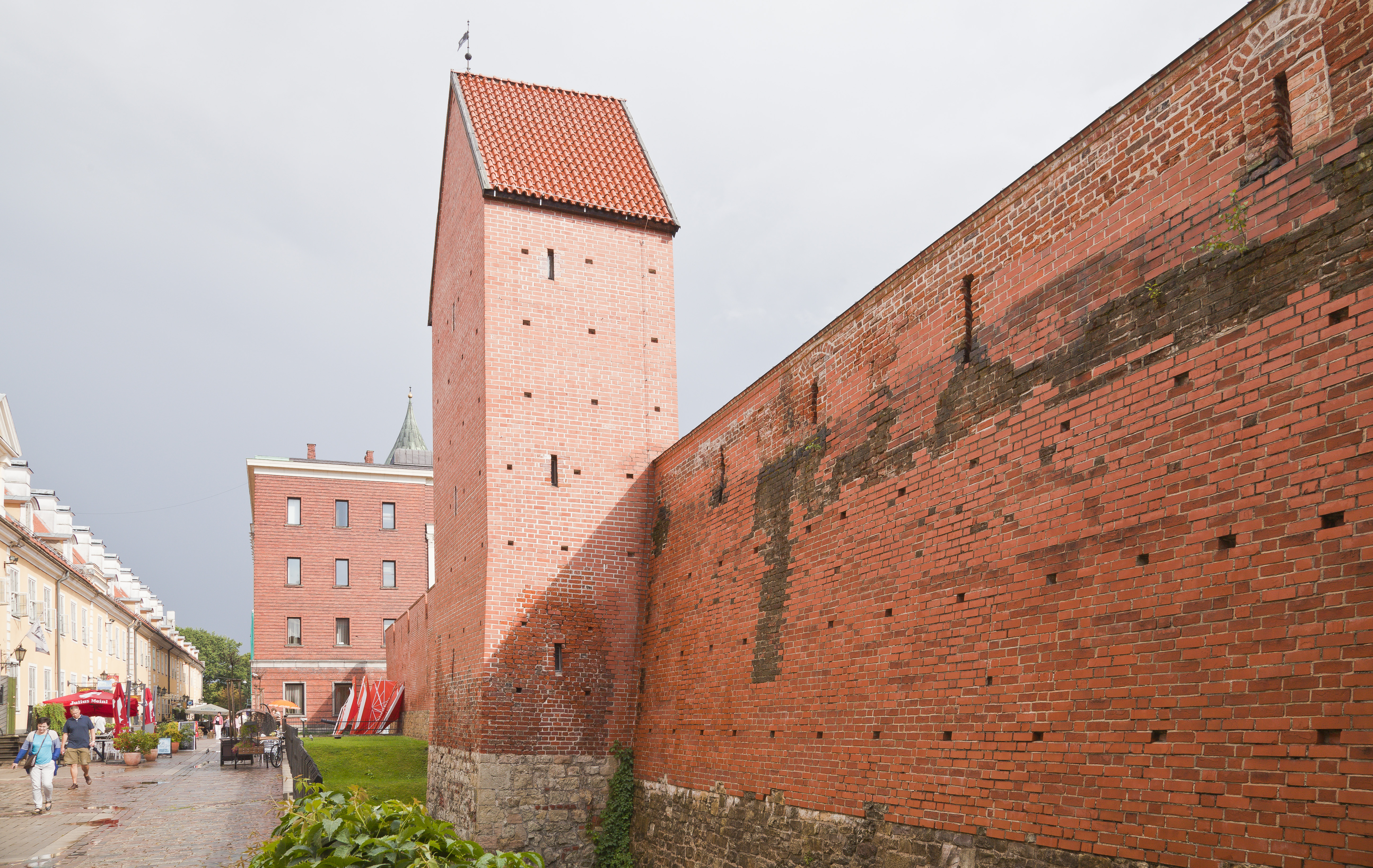
Erneuerte Stadtmauer

### UNESCO-Welterbe
Nach Wiedererlangung der Unabhängigkeit Lettlands Anfang der 1990er Jahre wurden nahezu alle der opulent verzierten Gebäudefassaden Vecrīgas restauriert. Die Straßen wurden für den allgemeinen Verkehr gesperrt, nur Anwohner und Lieferanten ist es erlaubt die Altstadt zu befahren. Vecrīga ist seit 1997 Teil des UNESCO-Welterbes, gelistet als "Historic Centre of Riga".

## Gebäude in Vecrīga

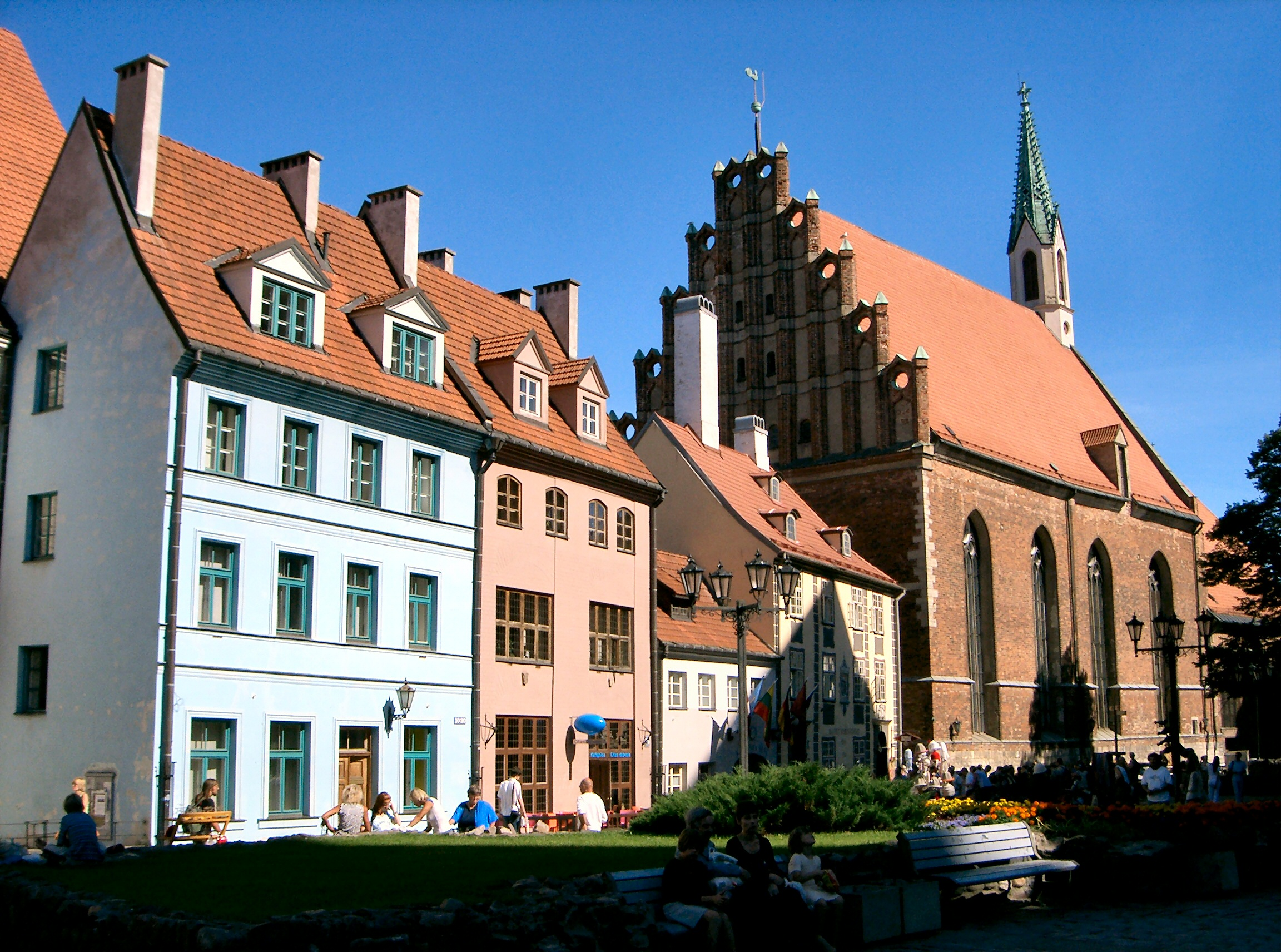
St.-Johannis-Kirche
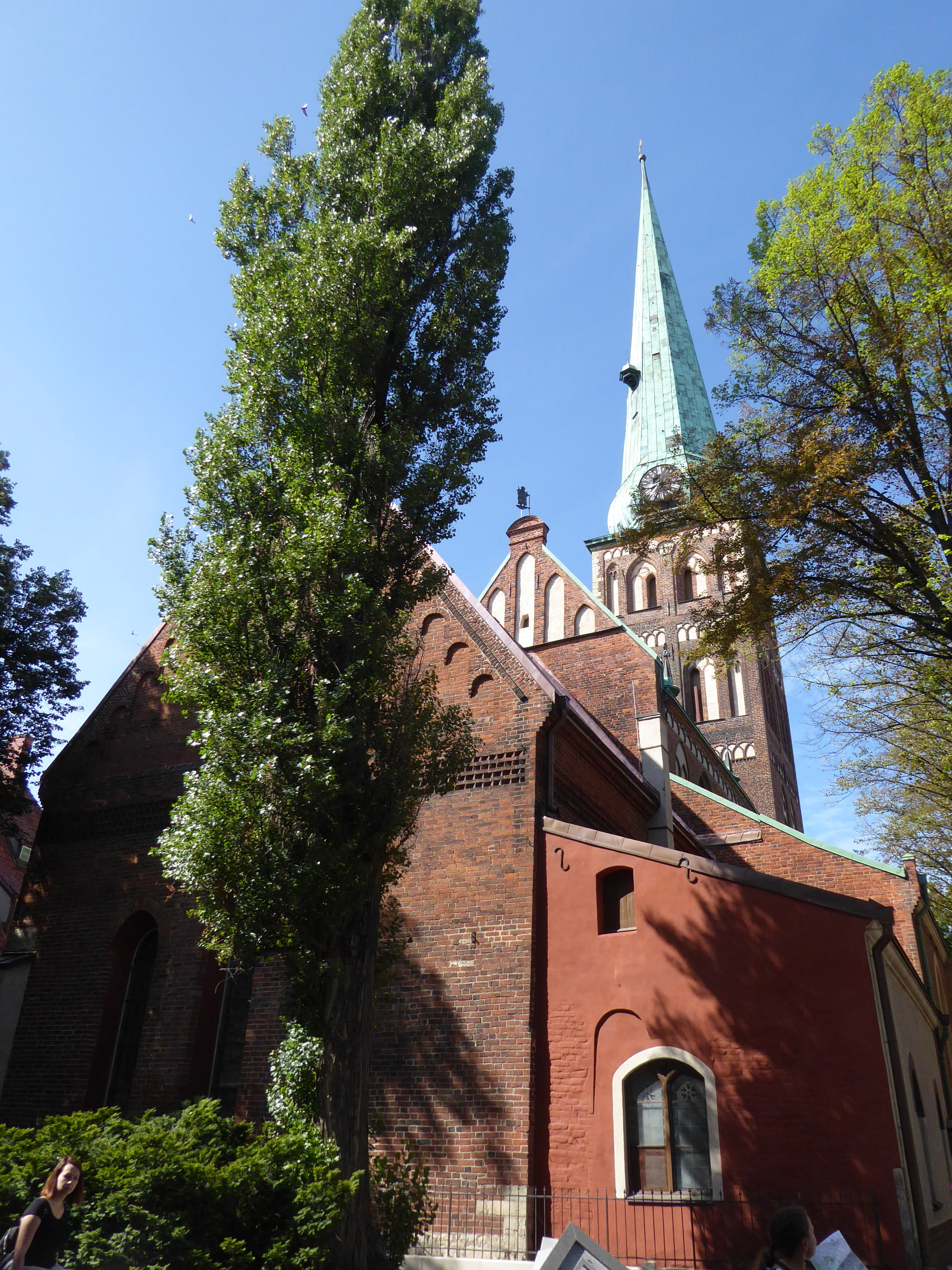
St.-Jakobs-Kathedrale
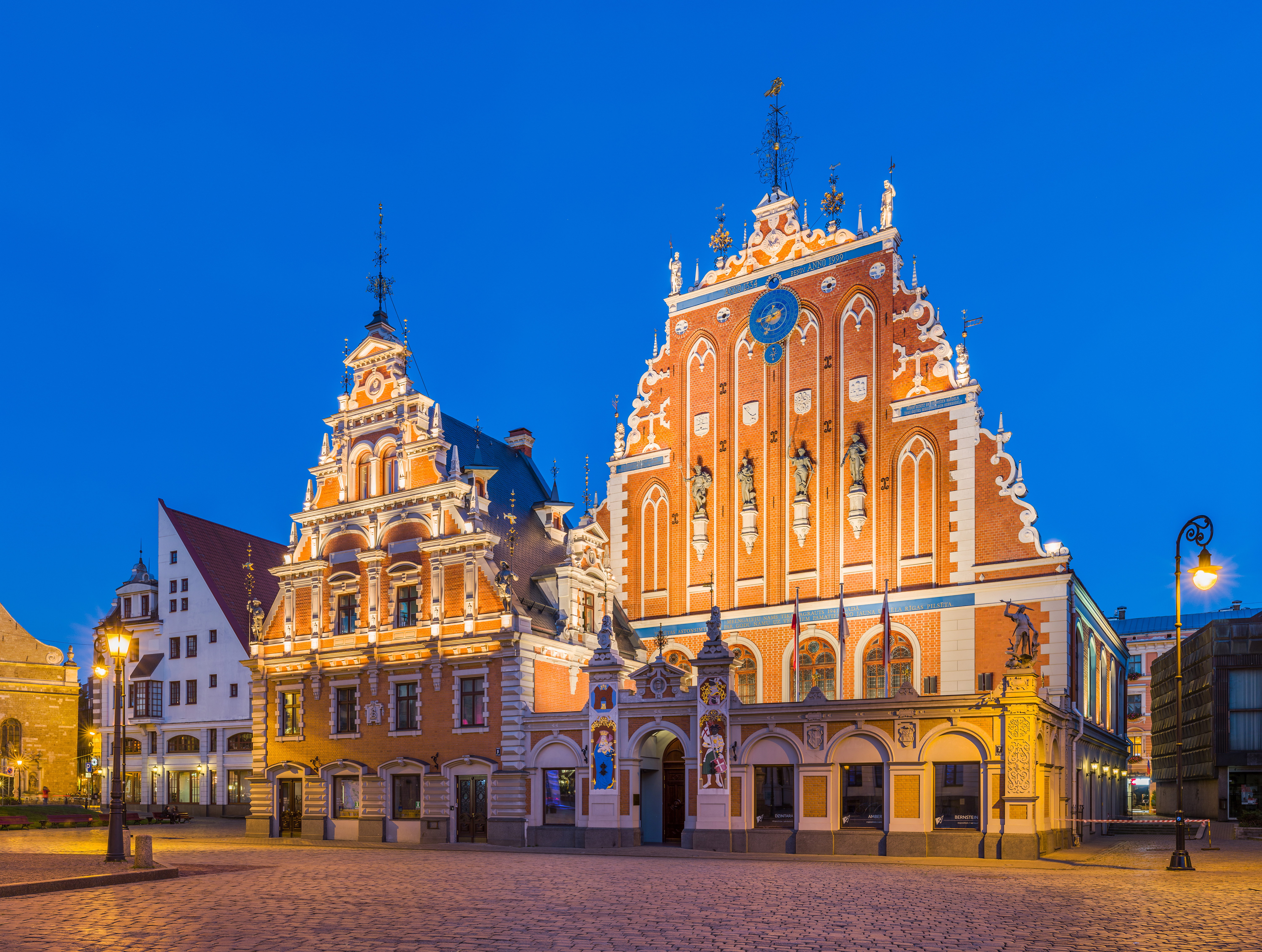
Schwarzhäupterhaus
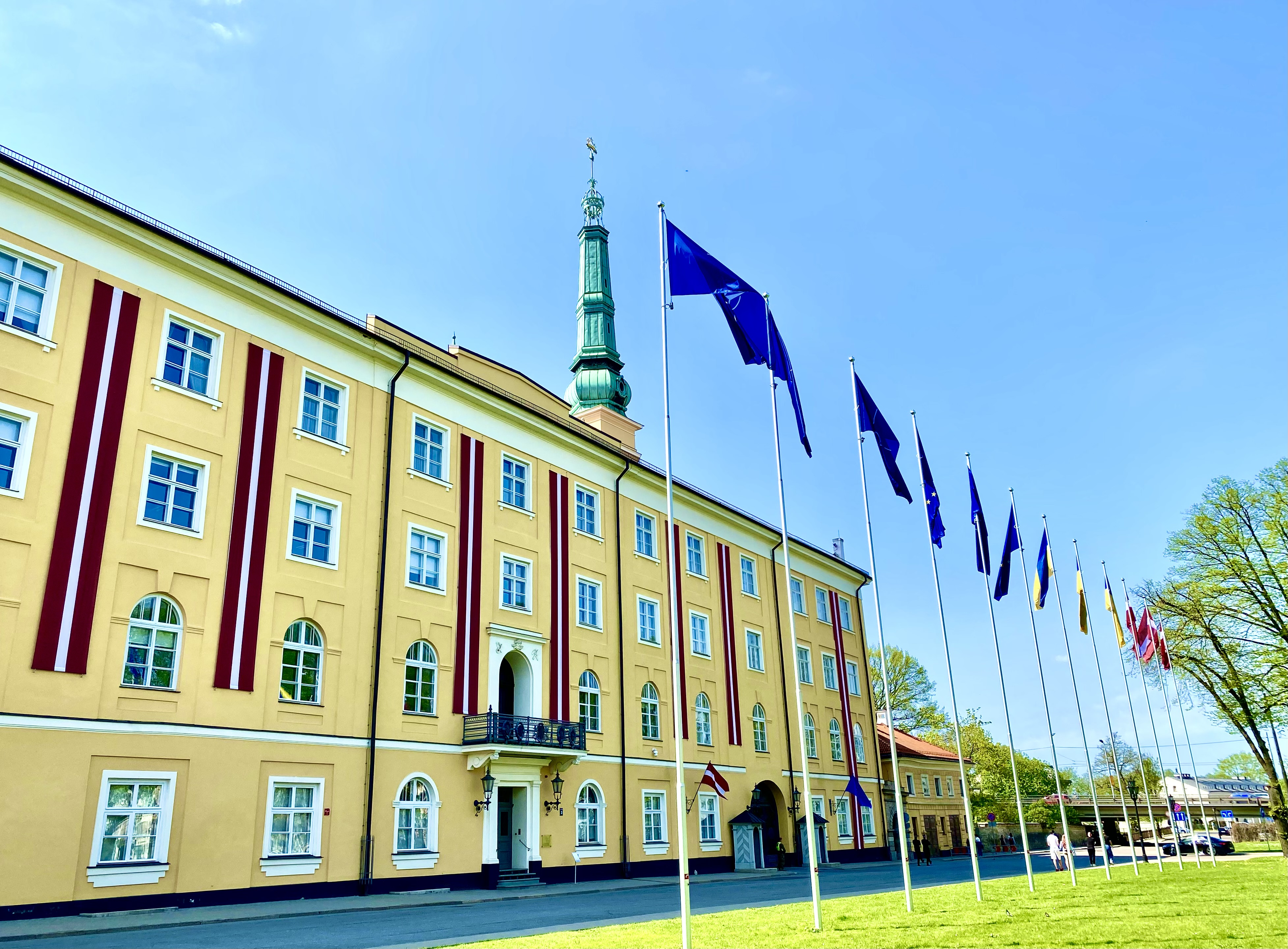
Rigaer Schloss heute
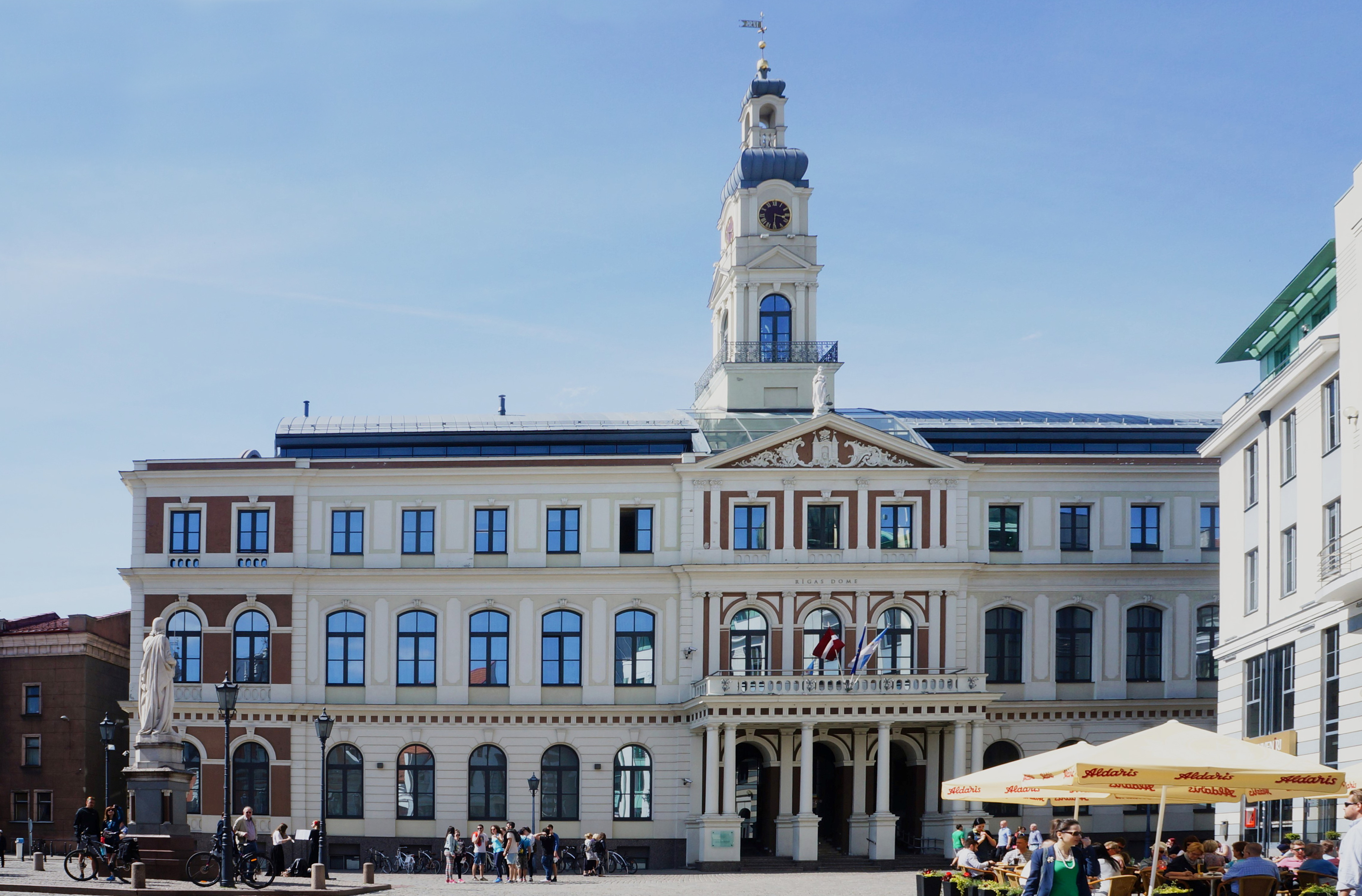
Rathaus Riga
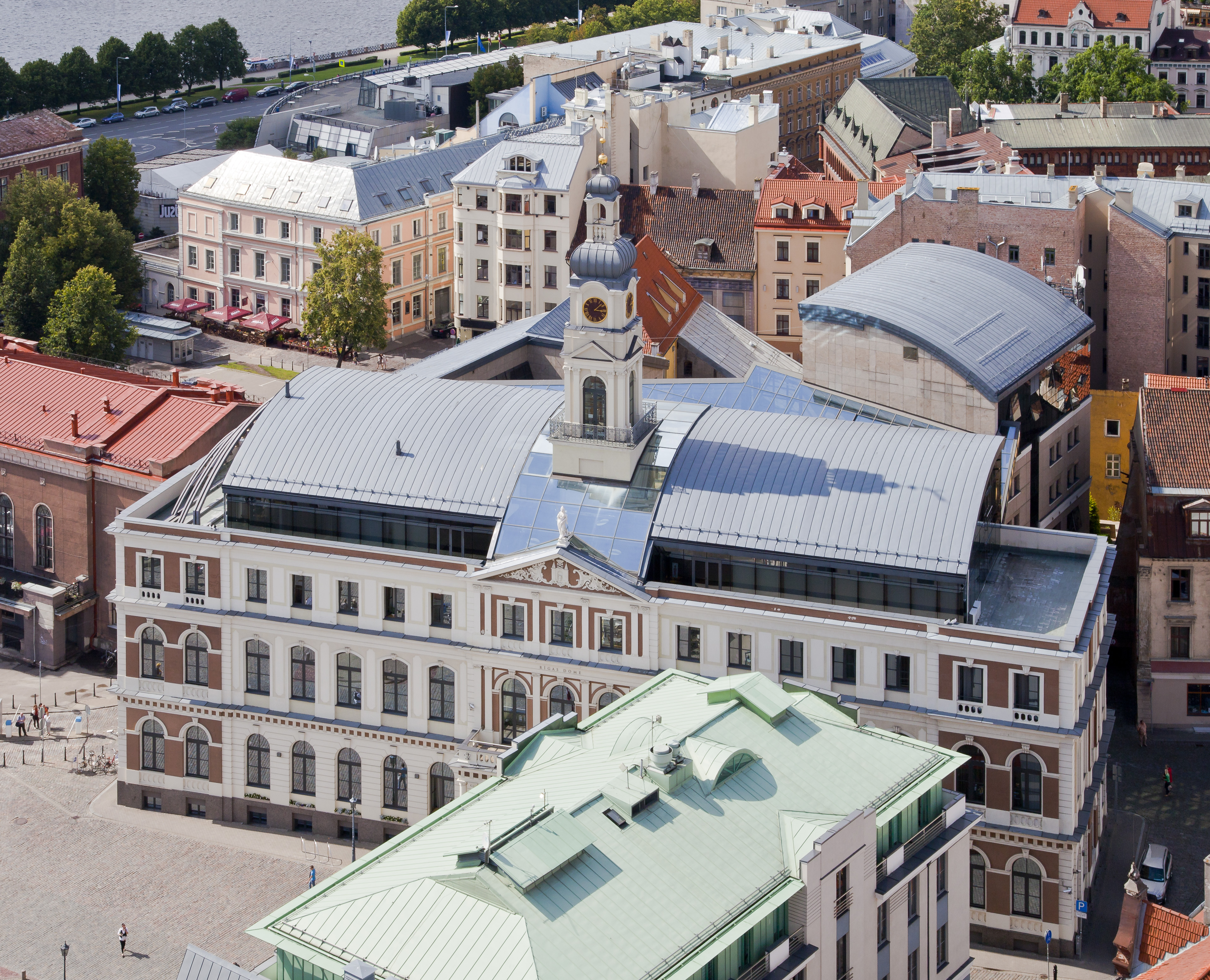
Nächst dem Rathaus
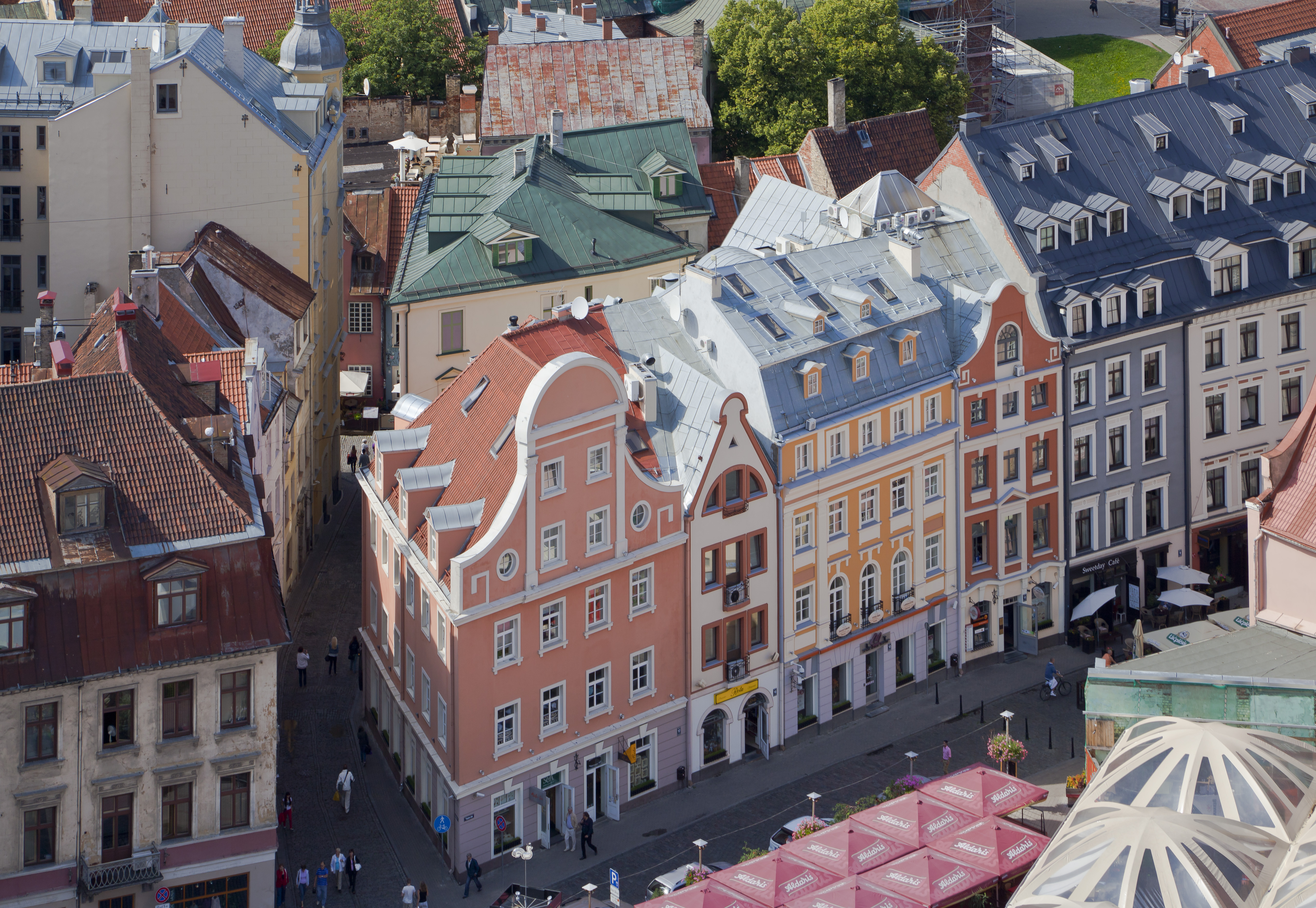
Nahe dem alten Markt
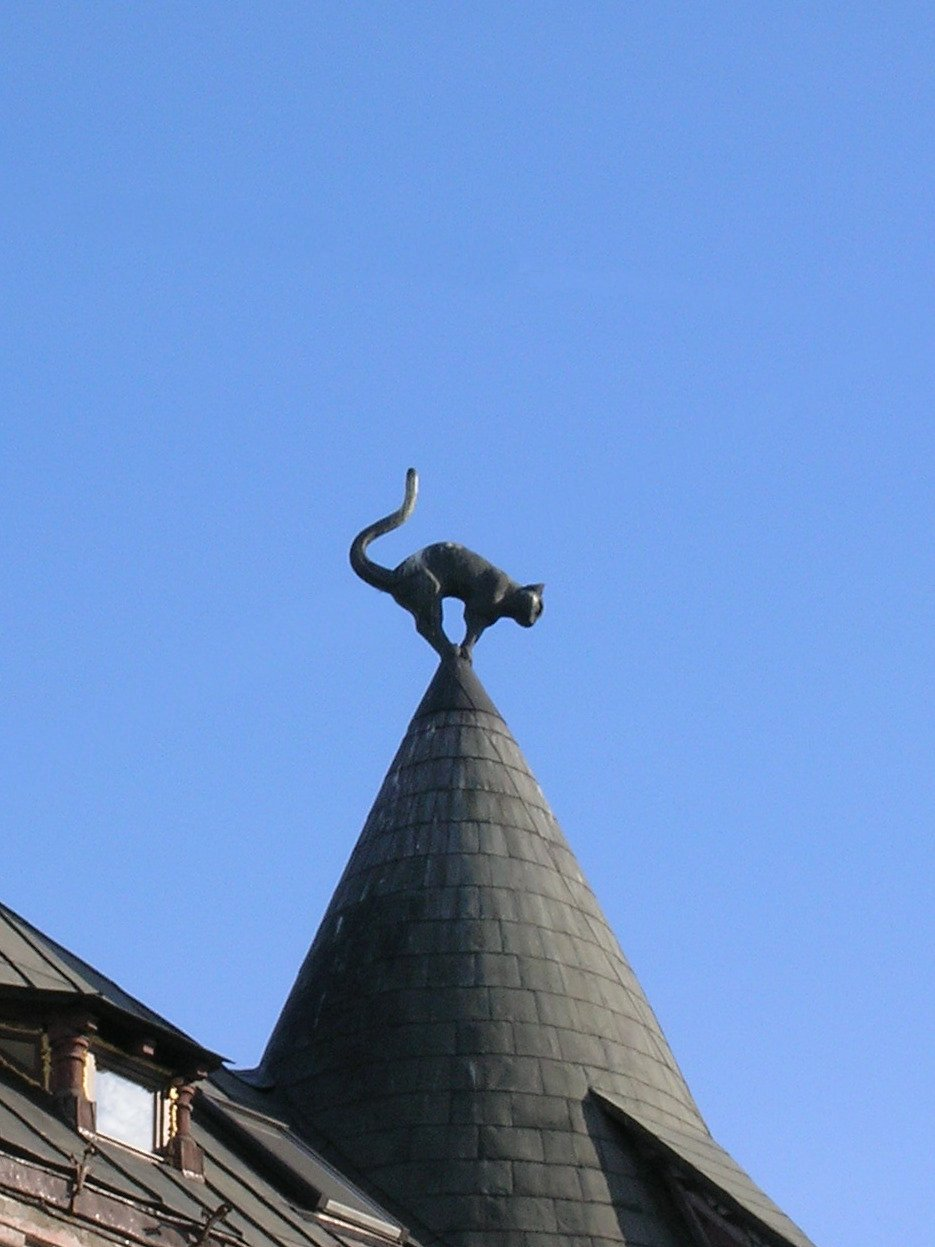
Katzenhaus